# Awake (Tycho)
| Recensione | Giudizio |
| ---------- | -------- |
| NME        |          |
| AllMusic   |          |

Awake è il terzo album in studio del musicista ambient Tycho, pubblicato il 18 marzo 2014 da Ghostly International.

## Tracce
Testi e musiche di Scott Hansen.
1. Awake – 4:43
2. Montana – 5:26
3. L – 4:37
4. Dye – 5:17
5. See – 5:18
6. Apogee – 4:20
7. Spectre – 3:46
8. Plains – 3:17